# Baldersgatan, Stockholm
För andra gator med samma namn, se även Baldersgatan.
Baldersgatan är en gata i Lärkstaden på Östermalm i Stockholms innerstad, med sträckning från Friggagatan i söder till Valhallavägen i norr. Föreningen Svensk sjuksköterskeförening har sina lokaler i Sjuksköterskornas hus på Baldersgatan 1 och vid Baldersgatan 6 ligger Iraks Stockholmsambassad.

## Historik och gatuinformation
I en stadsplan från 1902, upprättad av arkitekt Per Olof Hallman, bildades till en början ett enda stort långsmalt kvarter vilket kallades Lärkan som inte avskildes av några gator. 1907 antogs en ny stadsplan i vilken storkvarteret Lärkan delats upp i fyra mindre kvarter av tre 12 meter breda gator (från norr till söder): Tyrgatan, Sköldungagatan och Baldersgatan, samtidigt behölls den ursprungliga fastighetsstrukturen och -storleken som fortfarande finns kvar idag. I söder, mot den sedan tidigare nedsprängda
Östermalmsgatan, begränsades området av en mindre park som kom att kallas Baldets hage.
Baldersgatan fick sitt namn 1909 och är uppkallad efter guden Balder, en av asarna i nordisk mytologi och Odens son. Kvarteren Piplärkan och Sånglärkan ligger vid gatans södra respektive norra sida. Kvartersnamnen vid gatan är fågelrelaterade och anknyter till liknande namn som Tofslärkan, Trädlärken, Sidensvansen, Skatan och Korsnäbben. Intill Baldersgatan 2 ligger den östra kanten av parken Balders hage, här leder en monumental stentrappa ner till Östermalmsgatan.

## Kulturhistorisk klassificering
Av gatans tolv fastigheter är två blåmärkta av Stadsmuseet i Stockholm (Sånglärkan 6 och Piplärkan 2) vilket är den högsta klassen och innebär "att bebyggelsen bedöms ha synnerligen höga kulturhistoriska värden". Övriga byggnader är grönmärkta som betyder "särskilt värdefull från historisk, kulturhistorisk, miljömässig eller konstnärlig synpunkt".

### Samtliga fastigheter längs med Baldersgatan
- Nr. 1: Sånglärkan 10, arkitekt Erik Lindqvist, byggår 1910-1912
- Nr. 2: Piplärkan 1, arkitekt Fredrik Falkenberg, byggår 1910-1911
- Nr. 3: Sånglärkan 9, arkitekt Folke Zetterwall, byggår 1909-1910
- Nr. 4: Piplärkan 2, arkitekt Erik Lallerstedt, byggår 1909-1910
- Nr. 5: Sånglärkan 8, arkitekt Kristofer Holmin, byggår 1912-1913
- Nr. 6: Piplärkan 3, arkitekt Sigfrid Larsson, byggår 1909-1910
- Nr. 7: Sånglärkan 7, arkitekt Axel Andersson, byggår 1911-1913
- Nr. 8: Piplärkan 4, arkitekt Sigfrid Larsson, byggår 1909-1910
- Nr. 9: Sånglärkan 6, arkitekt Per Olof Hallman, byggår 1909-1910 (den egna villan)
- Nr. 10: Piplärkan 5, arkitekt Hagström & Ekman, byggår 1910-1912
- Nr. 12: Piplärkan 6, arkitekt Hagström & Ekman, byggår 1910-1912
- Nr. 14: Piplärkan 7, arkitekt Erik Josephson, byggår 1910-1911

### Nutida bilder (adresser i urval)

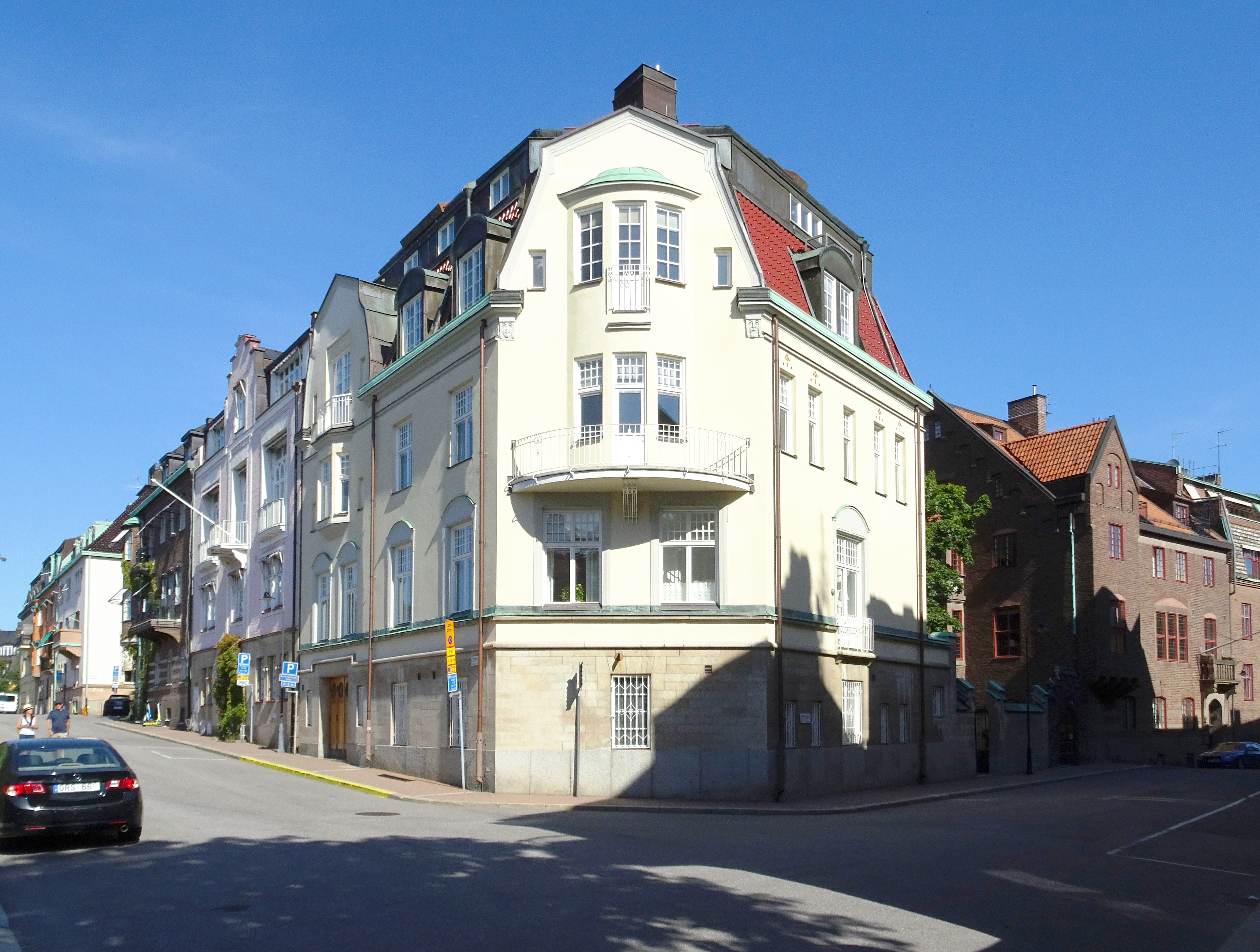
Baldersgatan 1 Sånglärkan 10.
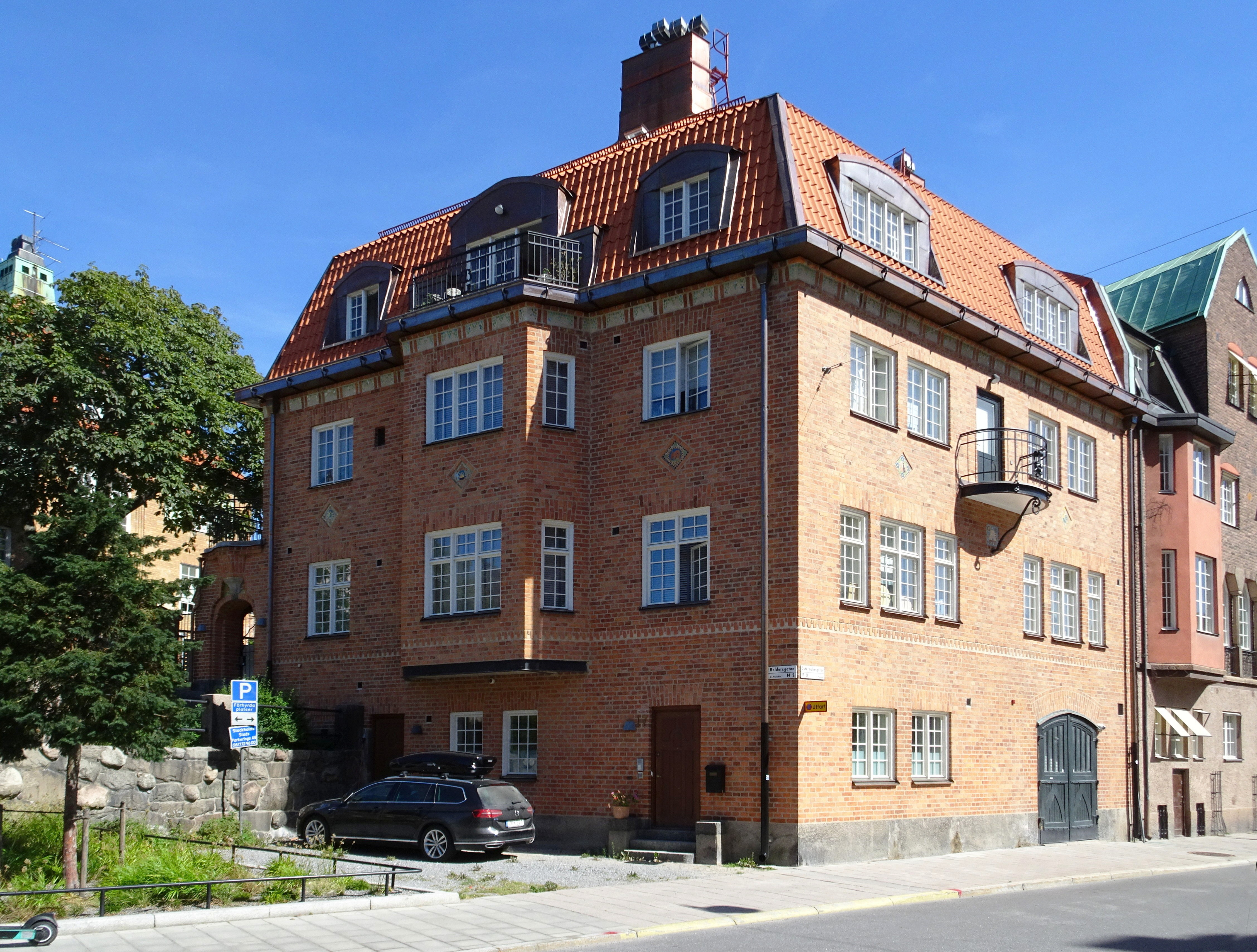
Baldersgatan 2 Piplärkan 1.
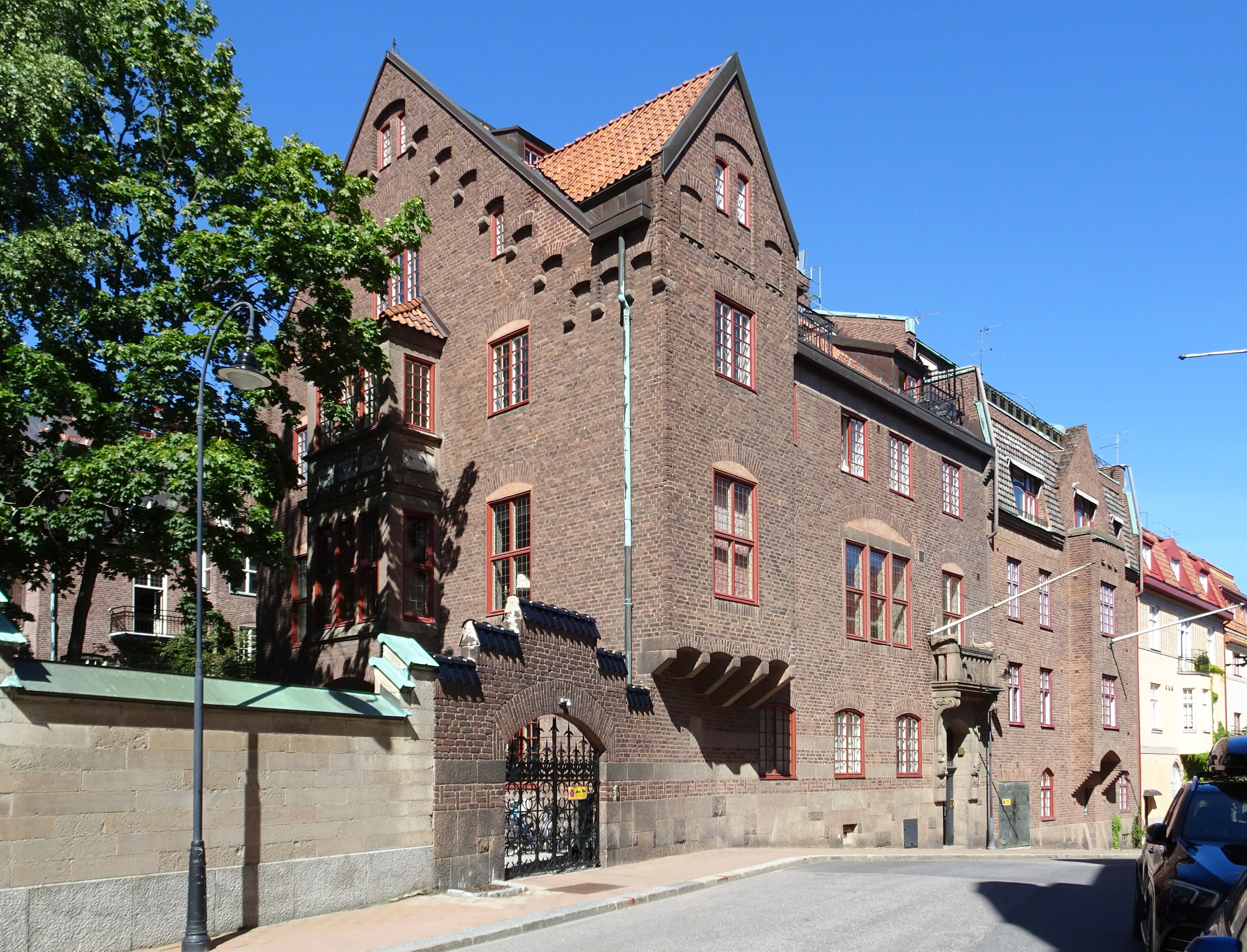
Baldersgatan 3 Sånglärkan 9.
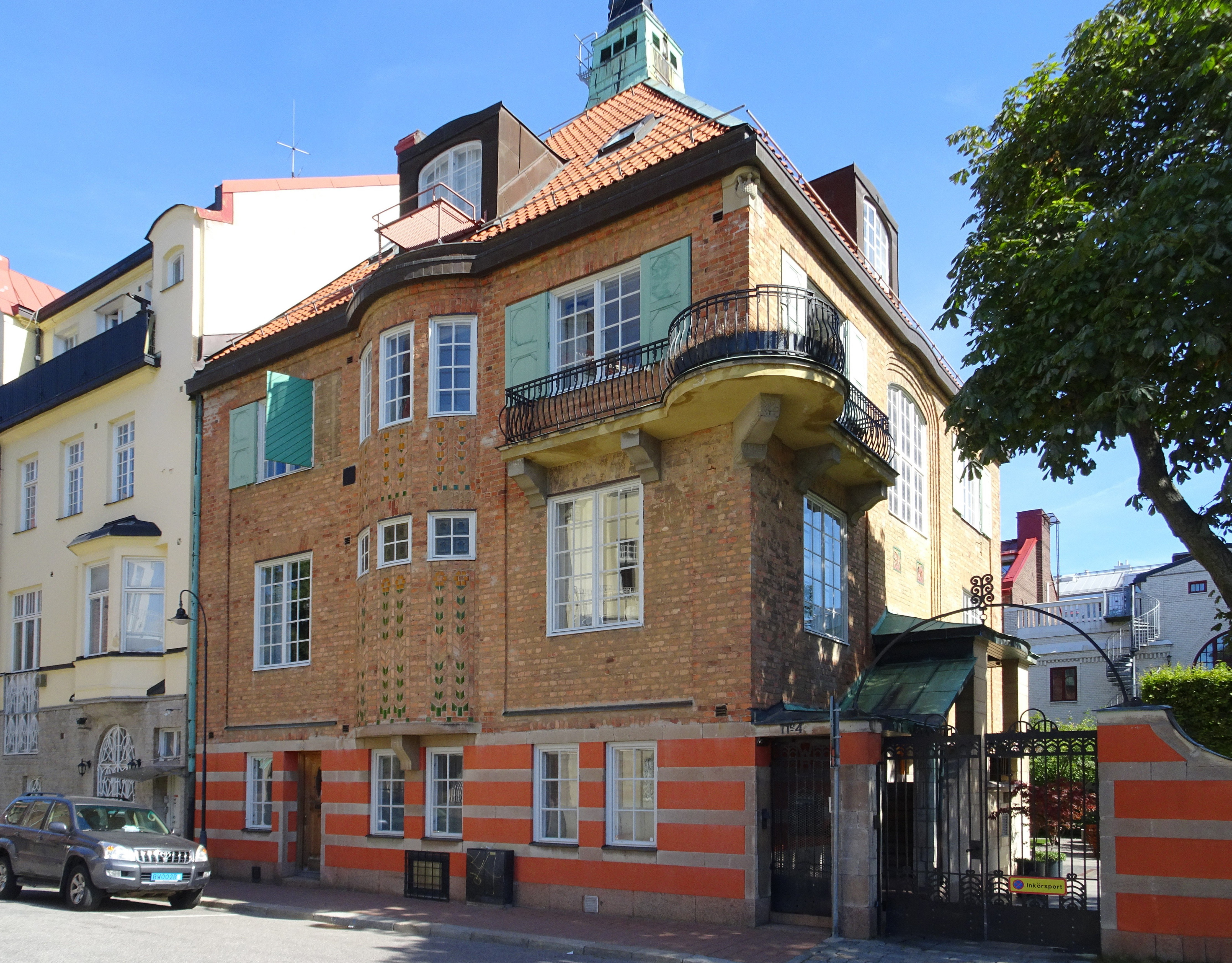
Baldersgatan 4 Piplärkan 2.

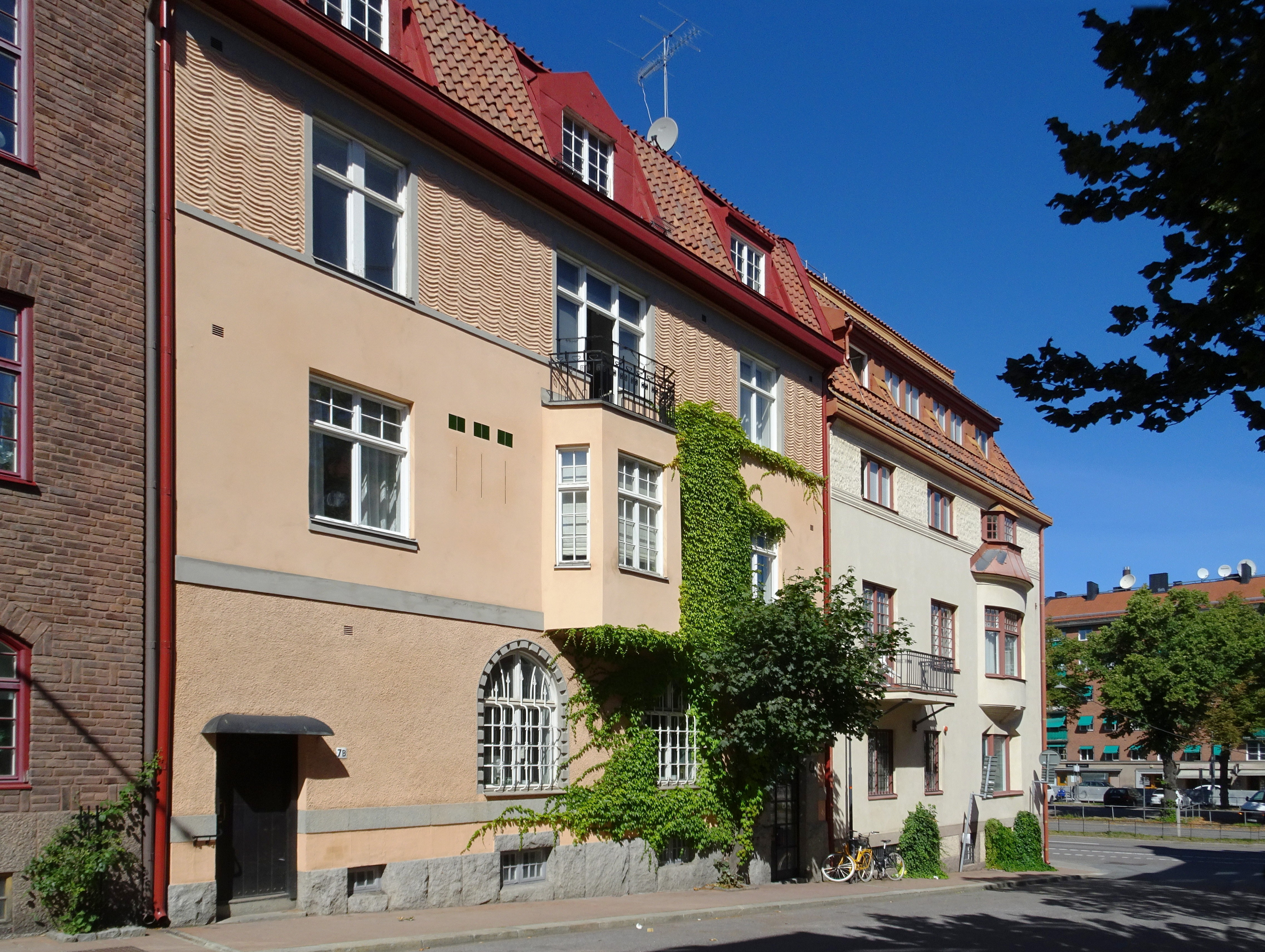
Baldersgatan 7 Sånglärkan 7.
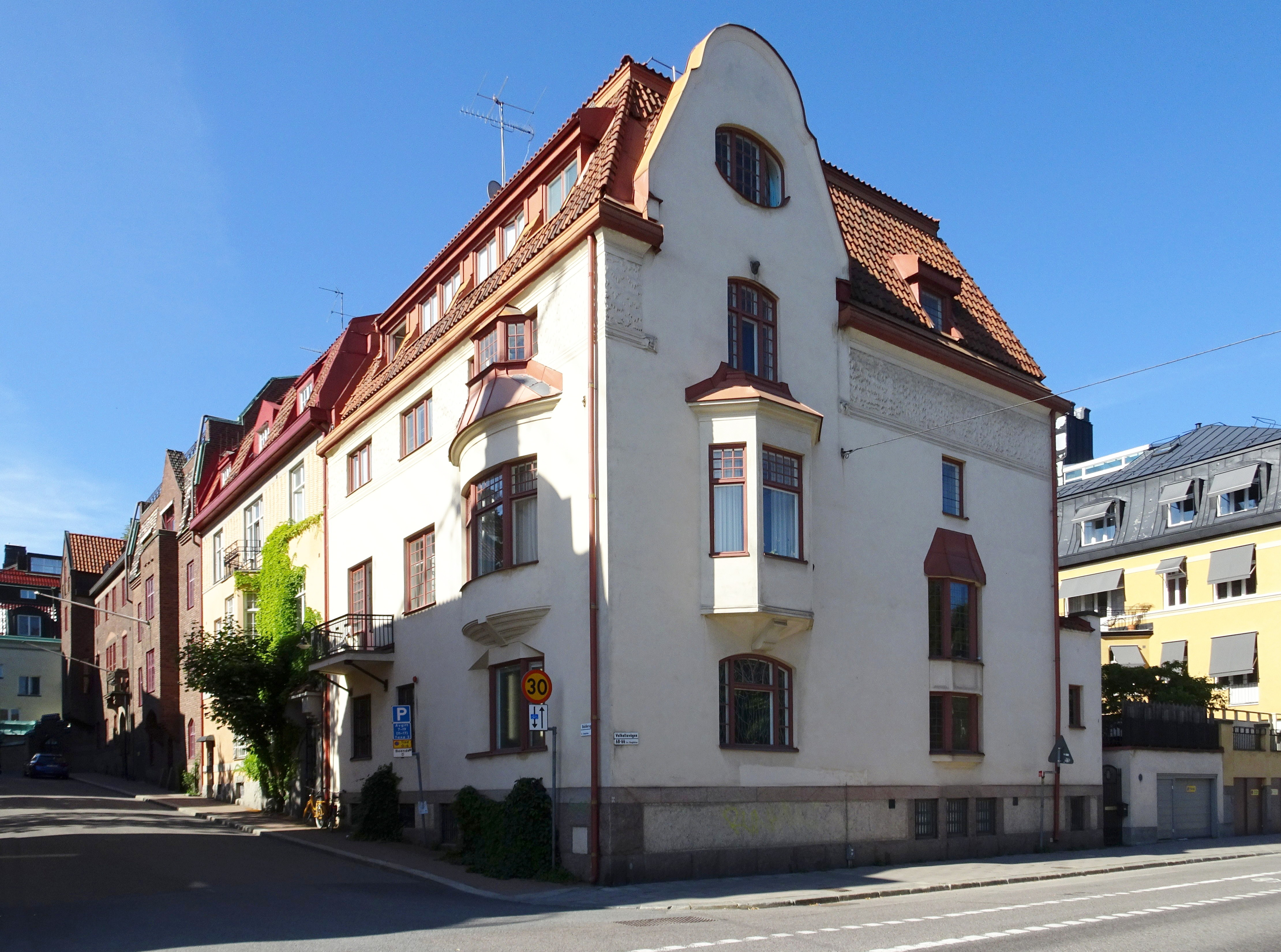
Baldersgatan 9 Sånglärkan 6 (Per Olof Hallmans egen villa)
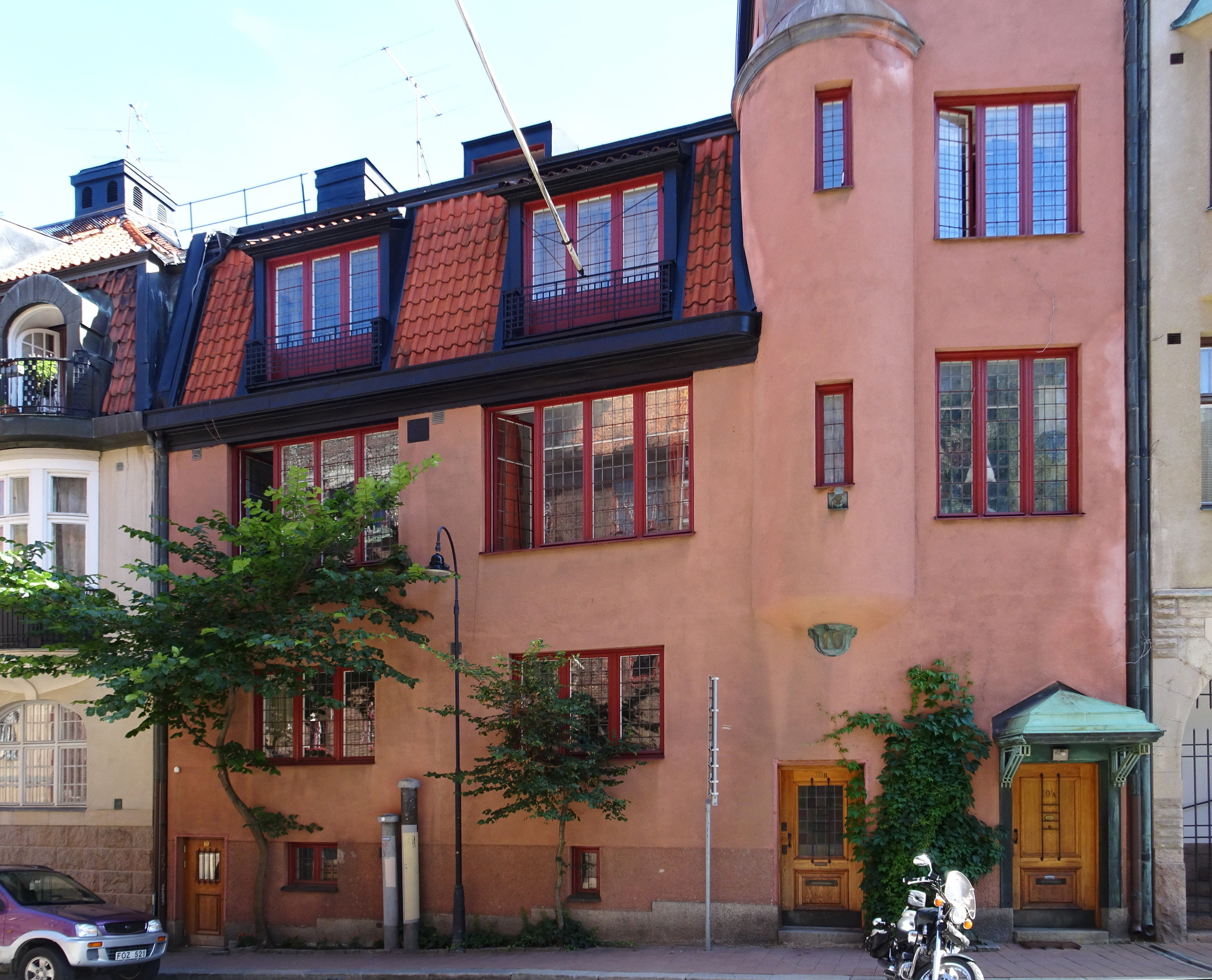
Baldersgatan 10 Piplärkan 5.
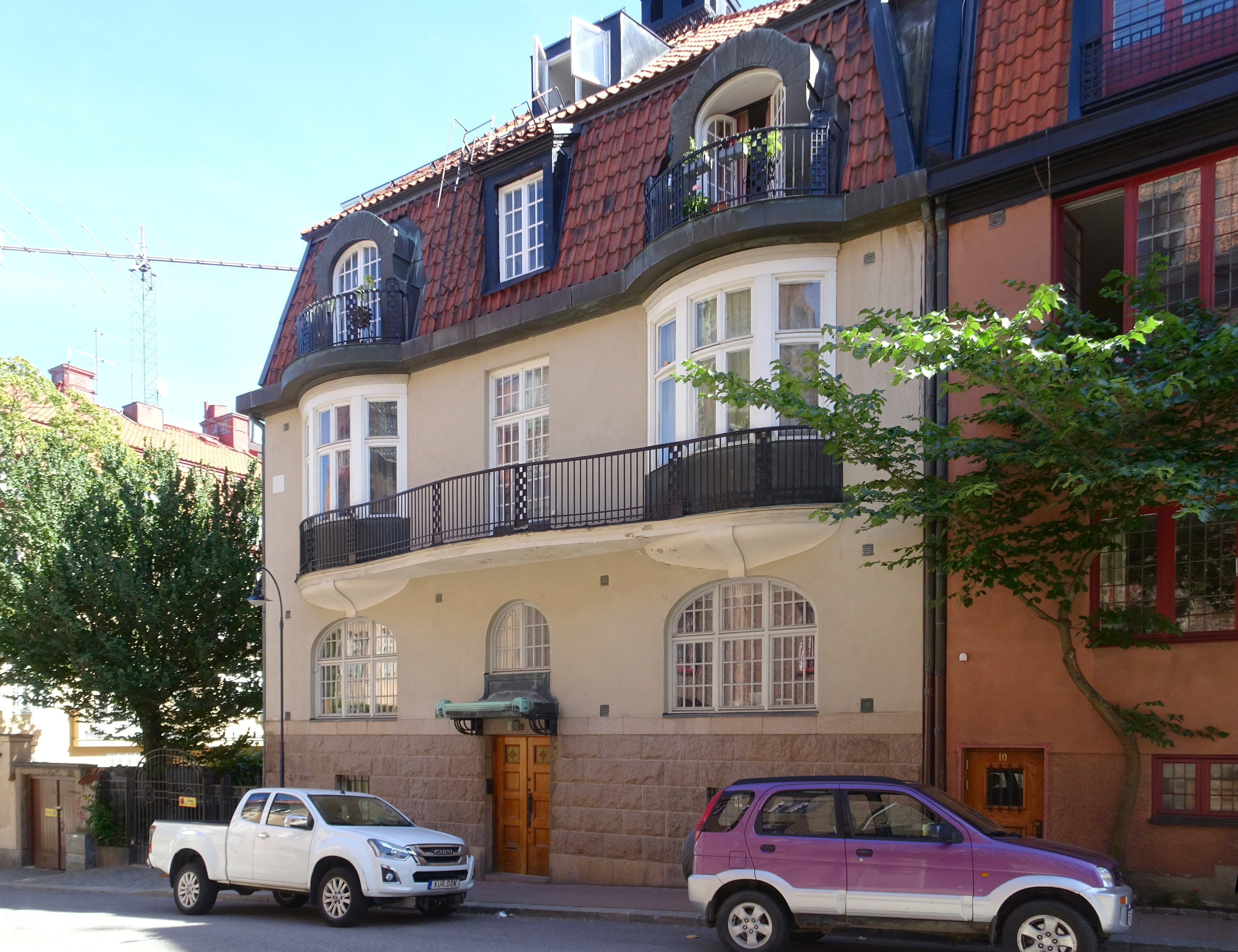
Baldersgatan 12 Piplärkan 6.